# Лівійська пустеля
24° пн. ш. 25° сх. д. / 24° пн. ш. 25° сх. д.
Лівійська пустеля (араб. الصحراء الليبية) — розташована у північній і східній частині пустелі Сахара. Займає захід Єгипту на захід від Нілу, Східну Лівію та північно-західний Судан. На півдні межує з Нубійською пустелею по Ваді Гувар, на заході обмежена лавовим масивом Ель-Харудж-ель-Асвад, на південному сході нагір'ям Тібесті і плато Еннеді, на сході долиною Нілу. Займає площу близько 1 100 000 км², вона охоплює 1100 км зі сходу на захід і 1000 км з півночі на південь, приблизно у формі прямокутника. Як і більшість Сахари, це пустеля складається в основному піску і гамад.
Клімат пустельний тропічний, на півночі — субтропічний. Середня температура січня 12—18 °C, липня 28—35 °C. Добові коливання температури сягають 15—16 °C. Опадів менше 100 мм, місцями 25 мм на рік. Рослинність зустрічається в захищених від вітру пониженнях. Розріджені злаки та чагарники (ефедра, дрин, сахарський дрік, пустельна акація тощо).
Лівійська пустеля займає великий прогин в стародавній Африканській платформі, заповнений потужною товщею морських і континентальних відкладень. На півночі низинної частини галечно-щебниста пустеля чергується зі смугами пасмових пісків довжиною до 650 км. У центральних і південних частинах піщана пустеля з дюнами висотою до 300 м.
Піски, дюни, пасма і деякі западини характерні для регіону, це цілком безстічний басейн. Лише пустельне плато Гільф-ель-Кебір і масив ель-Увенайт здіймаються до 1000 м над плоскою пустелею.
Існують вісім депресій на сході Лівійської пустелі, всі вони є оазами, за винятком найменшої — Каттари, яка має солоні підземні води. Обмежене сільськогосподарське виробництво, постійні поселення знаходяться в інших семи депресіях які мають прісну воду з Нілу або з місцевих ґрунтових вод.
Оаза Сива, біля лівійського кордону і на захід від Каттари, ізольована від іншої частини Єгипту, але має постійних мешканців з найдавніших часів. Вау-ан-Намус у самому центрі Лівії, це згаслий вулкан, зарослий очеретом кратер, не придатний для сільського господарства або житла. Інші великі оази: Дахла і Харга в Єгипті, і Ель-Джагбуб і Куфра в Лівії. Крім Куфри вони утворюють ланцюг топографічних басейнів що тягнеться від оази Фаюм (іноді називається Фаюмська депресія), що знаходиться за шістдесят кілометрів на північний захід від Каїру, на південь до оаз Бахарії, Фарафра і Дахла до найбільшої оази в країні, Харга. Солонувате Мерідове озеро, на півночі Фаюмської оази — колишній стік Нілу в стародавні часи. Століттями прісні артезіанські свердловини в оазі Фаюм дозволили екстенсивне землеробство, що займає терен 2100 км².
Ерги займають великі площі:
- Велике піщане море має площу 114 400 км²
- Селіма піщане море має площу 63 200 км²
- Південно-Каттарське піщане море має площу 10 400 км²
- Піщане море Фарафра має площу 10 300 км²
- Гард Абу Мухаррем має площу 6000 км²

Найвища точка Лівійської пустелі Джебель Увенайт — 1934 м і найнижча точка знаходиться в Депресії Катара — 145 метрів нижче рівня моря і є другою за глибиною точкою на поверхні Африки.